# Сосновка (Каргапольський район)
Сосно́вка (рос. Сосновка) — село у складі Каргапольського району Курганської області, Росія. Адміністративний центр Сосновської сільської ради.
Населення — 573 особи (2010, 584 у 2002).
Національний склад населення станом на 2002 рік: росіяни — 93 %.